# Hirsholmene
Hirsholmene er en øgruppe i det nordlige Kattegat, beliggende ca. 7 km nordøst for Frederikshavn på østkanten af det store flak, som mellem Jerup og Bangsbo skyder sig ca. 8 km ud i havet. Største højde over havet er ca. 6 meter. Øgruppen består af otte øer. I januar 2003 blev forvaltningen af øerne overført fra Forsvarsministeriet til Miljøministeriet. Ingen af øerne er længere beboet, Hirsholm på blot 15 ha (0,15 km²) var beboet med 1 beboer indtil foråret 2024.
Holmene har et samlet areal på 45 ha. Materialevandring omkring øerne har visse steder aflejret finkornet sand og ler, som på syd- og nordsiden af Græsholm og i Præstebugt på Hirsholm har dannet mindre områder med strandeng og sandstrand. Fra 2. verdenskrig er der tyske betonbunkere på nordpynt og sydpynt.
1880 købte den svenske stenhugger Carl Gustav Bovin Hirsholmene. Han havde i en periode omkring 200 stenhuggere i arbejde. 1884 blev øerne solgt til Marineministeriet. I 20 år  blev der hugget og udskibet store mængder af sten, som blev brugt ved opførelse af fyrtårne og havnemoler samt til brolægning. Stenhuggermester Bovins hus og Lodsgården, som oprindeligt blev bygget som bolig for stenhuggere, er opført af lokale materialer. Det samme gælder for holmenes 27 m høje fyr, som blev opført i 1886 af Bovin.
Efterhånden som stenhugningen og fiskeriet ophørte, faldt befolkningstallet tilsvarende. I 1921 var der 30 indbyggere tilbage. Indtil 1987 var øgruppen kendt for altid at levere det første valgkredsresultat ved folketingsvalgene.
I 300 år havde man både præst og skoleholder på Hirsholmene. Skolen blev nedlagt i 1970.
Hirsholmene Kirke på Hirsholm  er en renæssancekirke i bindingsværk opført omkring 1640. Interiøret består 
overvejende af ”genbrugsting” fra nærliggende kirker; altertavlen stammer således fra Flade Kirke ved Frederikshavn.  Den gamle kirkegård ligger ved kirken, mens den ”nye” kirkegård (Assistens Kirkegård) ligger helt ude på vest-øen bag Infohuset. Klokkestablen er ikke placeret ved kirken, men på en åben plads i byen. Kirken bliver brugt til gudstjenester et par gange om året.
Øerne har siden 1641 dannet et selvstændigt pastorat undtagen fra 1812—43, da de var forenede med Frederikshavn. Ofte var embedet ubesat, saaledes en længere Periode fra 1881. Den sidste Præst fik sin Afsked i 1921, hvorefter embedet blev nedlagt.
Hirsholm Fyr afløste det gamle fyr fra 1853, som i nutiden er en tilbygning til fyrmesterboligen. Det 27 meter høje fyr er placeret på øen  Hirsholms højeste punkt, det seks meter høje Ørnebjerg. Fyret har en flammehøjde på 30 m og udsender tre hvide roterende blink hver halve minut. Fyret blev automatiseret i 1996.
Hindsholmene  administreres af Skov- og Naturstyrelsen og blev i 1938 fredet som naturvidenskabeligt reservat. Fredningen blev i 1981 udvidet med det omkringliggende havområde på ca. 2.400 ha og har med virkning fra 1. september 1995 fået en revideret bekendtgørelse fra Miljøministeren, som bl.a. indebærer, at jagt er forbudt i den nordlige del af området. Desuden er færdsel forbudt på de ubeboede øer og omkring dem i en afstand af 50 meter. Landskabet er præget af store mængder sten samt af strandvolde, der er dannet ved havets aflejring af grus og sand. På nogle af holmene er stenene med tiden blevet dækket af et tyndt muldlag, som er dannet ved forrådnelse af tang. Øerne Tyvholm og Kølpen samt nogle mindre holme ligger dog stadig næsten uden plantevækst og giver dermed et billede af øernes oprindelige udseende. Materialevandring omkring øerne har visse steder aflejret finkornet sand og ler, som på syd- og nordsiden af Græsholm og i Præstebugt på Hirsholm har dannet mindre områder med strandeng og sandstrand.
Der er på Hindsholm et offentligt toilet, et informationshus og et fugleudkigshus. Der er en plads med borde og bænke. Det er ikke tilladt at telte på øen. Der er et stisystem som giver offentligheden adgang rundt om på øen. Omkring 7000 turister besøger årligt Hindsholm.
Hirsholm kan besøges med postbåden og af lystsejlere. Postbådsforbindelsen blev startet i 1872. Der er færgeforbindelse ca. 3 gange ugentlig med postbåden mellem Hirsholm og Frederikshavn

## Holmene
Græsholm nordvest for Hirsholm er den største af Hirsholmenes øer. Den er ligesom Hirsholm domineret af store, runde kampestensblokke, som langs kysten ligger blottede i et bælte på op til 50 m’s bredde, indenfor hvilket den er græsklædt. 
Holmene Pikkerholm, Storeholm og Dødmand er efterhånden blevet forbundet med Græsholm, som har givet den en uregelmæssig form. På Græsholms nordvestende er der en 37 x 41,05 m. stensætning med rester af en stenalderbegravelse, sat af ret regelmæssige sten.
Det eneste spor, mennesker i nyere tid har sat på stedet, er ved stranden på nordvestenden, hvor 5—6 for kampesten ryddede fordybninger, de såkaldte „kåser“, fører vinkelret fra havstokken indefter. Før i tiden blev de benyttet til ophaling af fiskerbåde. Kåserne er 3—4 m brede, indtil 30 m lange.
Deget (udtales ”dejet”), er et stenrev som ligger udfor Frederikshavn, regnes også med til Hirsholmene. . På Deget findes rester af forsvarsværker fra forskellige krige i Danmarkshistorien.
Aflejret sand og grus mellem stenene danner grundlaget for vegetationen. På øens sydspids er der badestrand og en stor sten med en længde på 7 meter, der anslås til at have en vægt på 100 tons. Der yngler store fuglekolonier på Deget. I perioden fra august til og med februar er det tilladt at besøge  øen..
Deget har en skanse bygget af Tordenskjold fra 1712 til 1715. En del af skansens side er taget af havet. Den bestod af en firkantet 50x50 m. jordvold omkranset af en grav. Skansen blev brugt under Den Store Nordiske Krig 1700-1721. 1807–1814 blev den taget i brug igen under Englandskrigen. Der er på Deget registreret 8 steder med rester af tyske krigsinstallationer i beton fra besættelsestiden 1940-45. I 1944 byggede Besættelsesmagten et lyskasterbatteri på Deget. Den ottekantede bunker nord for kæmpestenen er resterne af et fjernstyringsanlæg til lyskasteren. I betonbygningen lige ved kæmpestenen stod elværket til krigsinstallationerne.

## Historie
I perioden mellem istiden og stenalderen perioder med i den såkaldte fastlandstid var Hirsholmene landfast med Jylland.
Hirsholmene nævnes i Kong Valdemars Jordebog, 1231, under navnet ”Hælsholmæ”, som betyder tilflugtssted eller en havn til nødstedte. På Kølpen findes navnet Holmehavn, som var et sted, hvor skibene kunne ligge i læ i dårligt vejr.
Øerne hører under kronen indtil 1583. Fra 1583 var øerne ejet af forskellige adelsslægter og købmænd indtil staten overtog området i 1883, først af forsvarsministeriet og i 2003 af miljøministeriet.
- 1593 – ifølge kongeligt brev bliver tolderen i Sæby anmodet om at holde øje med det omfangsrige smugleri der foregår, der skal penge i statskassen.
- 1634 – kongelig bevilling gives til opførelse af kirke og og omkring 1640 indvies Hirsholmene Kirke
- 1644 – svenskerne gør landgang og bortfører øens første fastboende præst Peder Andersen Knudstrup. Han kom sig aldrig over denne oplevelse.
- 1712 - en overlegen svensk flåde afvises i svag vind af en dansk flåde der udnytter grundt vand.[4]
- 1733 – Lodsstation oprettes, er underlagt Fladstrand (Frederikshavn) lodseri.
- 1798 – sodabrænderi oprettes. Sodaen fremstilles af kløvertang.
- 1800 – sodabrænderiet nedlægges
- 1807 – der oprettes signalstation for flotillen ved Fladstrand
- 1838 – det første fyr bliver bygget.
- 1841 – den første told- og fyrbetjent kommer til Hirsholmen.
- 1853 – kolera-epidemien hærger.
- 1860 – bådehavn bliver anlagt.
- 1864 – søgte 30 officerer, 1.000 menige soldater og 1.050 heste tilflugt på Hirsholmene efter nederlaget i Dybbøl. De boede der i en uge.
- 1872 – der oprettes regelmæssig postforbindelse.
- 1879 forlangte myndighederne skorstene i alle huse. På Hirsholmene havde man normalt et lyrehul i taget, og husene var ikke af en kvalitet, som kunne bære en skorsten. Af frustration herover flyttede en del af beboerne til Frederikshavn.
- 1884 overtog Marineministeriet Hirsholmene, men stenhuggeriet fortsatte et halvt hundrede år mere.
- 1886 – nuværende fyr opføres på Hirsholms højeste punkt Ørnehøj.
- 1916 – Hirsholmenes lodsstation nedlægges.
- 1938 – Hirsholmene fredes som et naturvidenskabeligt reservat, der især var kendt for et meget rigt fugleliv.
- 1995 – Fyrtårnet på Hirsholm blev automatiseret, og fyrmesterjobbet er ikke længere hovedbeskæftigelsen på øen.
- 2003 – blev forvaltningen af Hirsholmene overdraget fra Forsvarsministeriet til Miljøministeriet.

### Ejere
Kronen - 1583 Mourids Podebusk - 1593 Otte Skeel - 1634 Birgitte Lindenov - Christen Skeel Ottesen - 1670 Ide Skeel - Margethe Skeel, Otte Bill - 1674 Holger Bille -  1678 Kronen - 1687 Kronen og Jørgen Arenfeldt - 1703 Jørgen Arenfeldt og Lisbeth Knudsdatter Bille - 1710 Niels Lauridsen Berregaard -  1721 Peder Nielsen Kragelund - 1729 ca. Peder Clausen Holst - 1747 ca. Peder Kragelund og Gunde Meldahl - 1763 Hans Eifel - 1779 Frands Uebersax og H. Christen Thomsen Mallie - 1789 Frands Uebersax og Ole Baadsmand - 1794 Frands Uebersax (eneejer) - 1812 Mette Katrine Wilson - 1837 Ingeborg og Marie Uebersax - 1855 Peter Julius Kall - 1871 konsortium - 1884 marineministeriet

## Fauna
Hirsholmene er et vigtigt overvintringsområde for blandt andet edderfugle, sortænder og fløjlsænder og desuden rasteplads for rider, alke, lomvier, lommer og lappedykkere.
Øerne er desuden en vigtig ynglelokalitet for hættemåger, sølvmåger, splitterne, sildemåger, stormmåger, svartbager og tejster.
Ifølge Naturstyrelsen befinder der sig cirka 9.000 hættemåger og henved 4.000 splitterner i yngletiden. På hovedøens sydlige del yngler der ca. 6-700 par af tejster.

## Øgruppen omfatter
Hirsholm den eneste af øerne som er beboet og har siden 1500-tallet dannet rammen om et lille samfund.
| Ø           | Koordinater                                             | Areal (ha) | Bemærkninger       |
| ----------- | ------------------------------------------------------- | ---------- | ------------------ |
| Hirsholm    | 57°29′07.65″N 10°37′28.4″Ø / 57.4854583°N 10.624556°Ø   | 15,00      | Naturreservat      |
| Græsholm    | 57°29′33.50″N 10°36′29.52″Ø / 57.4926389°N 10.6082000°Ø | 21,50      | Naturreservat      |
| Tyvholm     | 57°29′55″N 10°36′14″Ø / 57.498648°N 10.603759°Ø         | 00,41      | Naturreservat      |
| Lilleholm   | 57°29′31″N 10°36′10″Ø / 57.491937°N 10.602794°Ø         | 00,18      | Naturreservat      |
| Møgholm     | 57°29′36″N 10°36′01″Ø / 57.493205°N 10.600262°Ø         | 00,61      | Naturreservat      |
| Pikkerholm  | 57°29′48″N 10°36′03″Ø / 57.496642°N 10.600863°Ø         | 02,20      | Naturreservat      |
| Kovsholm    | 57°29′48″N 10°35′51″Ø / 57.496688°N 10.597601°Ø         | 01,20      | Naturreservat      |
| Kølpen      | 57°28′24″N 10°36′16″Ø / 57.473228°N 10.604382°Ø         | 01,20      | Naturreservat      |
| Deget       | 57°27′03″N 10°34′48″Ø / 57.450815°N 10.580091°Ø         | 04,80      | Naturreservat      |
| Hjellen     | 57°27′04″N 10°33′53″Ø / 57.451046°N 10.564728°Ø         | 00,08      | Ikke naturreservat |
| Hirsholmene | 57°29′07.65″N 10°37′28.4″Ø / 57.4854583°N 10.624556°Ø   | 47,00      |                    |